# باربرا وودورد
باربرا وودورد (بالإنجليزية: Barbara Woodward)‏ هي دبلوماسية بريطانية، ولدت في 29 مايو 1961 في Gipping ‏ في المملكة المتحدة.